# Мінжилкієв Булат Абдуллайович
Булат Абдуллайович Мінжилкієв (Нар. 23 квітня 1940 року, Фрунзе, (за іншими джерелами — в с. Тору-Айгир, Іссик-Кульський район, Іссик-Кульська область, Киргизстан). — 16 серпня 1997, С.-Петербург) — радянський киргизький оперний співак, педагог. Народний артист СРСР (1976).

## Біографія
Після закінчення середньої школи поступив в Оперну студію при Киргизькому театрі опери та балету ім. А. Малдибаєва, потім був направлений в Ташкентську державну консерваторію, яку закінчив по класу відомого вокального педагога Н. І. Калінкової 1966 року.
З 1966 — соліст Киргизького театру опери та балету.
В 1968–1971 стажувався в «Ла Скала».
В 1970-х роках гастролював у провідних оперних театрах Болгарії, Польщі, Угорщини, Югославії, НДР, Чехословаччині, Західного Берліна, ФРН, Швеції, Сирії, Йорданії, В'єтнаму, Лаосу, Японії, КНДР.
1975 року брав участь у гастролях з трупою Великого театру в США на сцені «Метрополітен опера».
З 1971 почав працювати в Киргизькому Державному інституті мистецтв ім. Б. Бейшеналієва на кафедрі сольного співу. З 1983 був завідувачем кафедрою, професором.
Депутат Верховної Ради СРСР 10-го скликання.
С 1992 року — в Маріїнському театрі.

## Нагороди та звання
- Заслужений артист Киргизької РСР (1971)
- Премія Ленінського комсомолу Киргизької РСР (1972).
- Народний артист Киргизької РСР (1973)[2]
- Народний артист СРСР (1976)
- Державна премія Киргизької РСР імені Токтогула Сатилганова (1976).
- Премія Ленінського комсомолу (1976 — за виконання заголовної ролі в опері «Борис Годунов» та концертні програми 1973—1976 років).
- Державна премія СРСР (1985 — за концертні програми попередніх років, які містили зарубіжні, російські та радянські твори).
- Лауреат Міжнародних конкурсів:
  - вокалістів у Тулузі (2-я премія, 1971),
  - молодих оперних співаків у Софії (1-я премія, 1973).